# Partecosta varia
Partecosta varia é uma espécie de gastrópode do gênero Partecosta, pertencente a família Terebridae.

## Descrição
O comprimento da concha adulta é de 8 mm.

## Distribuição
Esta espécie é encontrada no Oceano Índico, ao longo do sul de Madagascar.